# 연어가 돌아올 때
《연어가 돌아올 때》는 1996년 11월 11일부터 1997년 4월 1일까지 방영된 SBS 월화드라마이다.

## 기획 의도
- 자신의 존재의 근원에 대한 그리움을 안고 산 해외 입양아의 삶을 소재로 한 드라마이다.
- 입양에 관한 시시비비를 가리는 것에 초첨을 두지 않고 버려진 한 여인과 그 주변의 인물들의 이기성, 그리고 사랑과 믿음의 회복, 가족 간의 화합, 용서, 배신 등 인간 내면의 관계를 그렸다.

## 등장 인물
- 황수정 : 서은혜 / 이디 사빈 역

5살 때 미국으로 입양된 후 유명 첼리스트로 성공한 24살의 여성. 어린 시절부터 양부에게 성폭행을 당하는 등 어두운 성장기를 보낸 인물. 연어가 성장한 후 고향으로 되돌아오듯 모국으로 돌아온다. 사고로 양부를 죽이고 방황하며 꿈을 포기하고 재헌의 비서로 취직한다. 연인 강재와 생모 지숙의 행복을 위해 미국(시애틀)으로 돌아갈 결심을 한다.
- 조민기 : 이강재 역

방송부 사회부 기자. 술 먹고 취기 드러난 양부를 빗길에 밀쳐죽게 만든 은혜를 취재하다 화려한 명성 뒤에 숨겨진 어두운 과거를 끄집어내는 데 성공, 은혜와 사랑에 빠진다. 출세욕으로 뒤늦게 다시 다가온 첫사랑 영채에게 흔들리지만, 은혜를 사랑함을 다시 깨닫는다.
- 옥소리 : 오영채 역 (9회 끝으로 중도하차)

강재의 첫사랑. 당당하고 적극적인 커리어우먼. 신분상승을 위해 강재를 배반하는 불 같은 여자. 아버지를 대신해 집안의 가장 역할을 한다. 이혼한 후 강재에게 돌아와 은혜와 삼각관계를 이룬다.
- 유인촌 : 한재헌 역

영채의 전남편이자 백화점 사장. 사생아. 이지적이면서도 애정에 굶주린 인물. 무절제한 열정을 지녔다. 영채를 여전히 사랑하여 지혜와의 약혼을 파기하지만 영채가 죽은 후 방황한다. 이후 일본에서 귀국한 화영과 재혼하지만, 은혜에게 반하게 된다.
- 유혜정 : 양지혜 역

재헌의 약혼녀. 재헌을 사랑하여 영채와 재헌의 사이를 질투한다. 영채가 죽은 후에도 재헌의 전 부인 화영에게 재헌을 뺏긴다.
- 김을동 : 양명은 역 (중도합류 및 중도하차)

지혜의 고모할머님. 타이베이(중화민국 수도)에 결혼 이민 떠났고 지금은 과부. 친척 지혜의 약혼식을 보러 서울(대한민국 수도)로 잠시 귀국을 한다.
- 김영석 : 석성배 역 (중도합류 및 중도하차)

명은의 둘째사위. 대한민국의 중화민국 타이베이 유학파 출신으로 말레이시아 콸라 룸푸르 교포. 장모 명은과 동반하여 처척 지혜의 약혼식을 보러 잠시 서울(대한민국 수도)로 방문을 온다.
- 강남길 : 고원종 역 (중도합류 및 중도하차)

명은의 막내사위. 대한민국의 중화민국 타이베이 유학파 출신으로 말레이시아 페라크 주 이포 교포. 장모 명은과 동반하여 처척 지혜의 약혼식을 보러 잠시 서울(대한민국 수도)로 방문을 온다.
- 임동진 : 한명수 역

재헌의 아버지. 일산그룹 회장.
- 한혜숙 : 김지숙 역

재헌의 계모(양어머니). 낳자마자 은혜를 버렸던 은혜의 생모.
- 최종원 : 오형우 역

영채의 아버지. 무능하고 뻔뻔한 성격. 강재를 마음에 들어하지 않는다.
- 유준상 : 한재준 역

재헌의 남동생. 사업가로 키우려는 명수의 기대와는 달리 로커로서의 꿈을 키워나간다.
- 김지숙 : 정화영 역 (11회 이후부터 중도합류 및 투입)

재헌의 전 부인. 순수하고 따뜻한 심성의 소유자였으나 세파에 시달리면서 물질적이고 퇴폐적인 여자로 변했다. 일본(도쿄)에서 귀국하여 한몫을 챙기기 위해 다시 재헌을 유혹했다가 사랑에 빠지고 결국 결혼에 골인한다. 불임이라는 사실을 알고 술과 담배에 찌들어가지만 임신에 성공한다.
- 송승환 : 주진모 역

은혜 사건의 증인. 은혜의 조력자.
- 이효정 : 이동민 역 (중도합류)

진모의 변호사 친구. 은혜의 변호사이자 조력자. 은혜 생모를 찾기 위해 노력하고 지숙이 은혜의 생모라는 사실을 밝혀낸다.
- 천호진 : 정한식 역 (중도합류 및 중도하차)

진모와 동민의 고교 동기 동창. 경기도 수원 레스토랑 울랑바토르 주방장.
- 김동수 : 정필식 역 (중도합류 및 중도하차)

한식의 친가친척 사촌 동생. 경기도 수원 레스토랑 울랑바토르 제3지배인.
- 김상순 : 소양대 역 (중도합류 및 중도하차)

한식의 외가친척 둘째 이모부. 캐나다 온타리오 주 토론토 교포.
- 김진구 : 강차숙 역 (중도합류 및 중도하차)

한식의 외가친척 둘째 이모. 캐나다 온타리오 주 토론토 교포.
- 윤철형 : 소태중 역 (중도합류 및 중도하차)

한식의 외가친척 이종사촌 남동생(소양대 부부 장남). 캐나다 온타리오 주 토론토 교포.
- 강석우 : 경완준 역 (중도합류 및 중도하차)

한식의 외가친척 이종사촌 매제(소양대 부부 사위). 캐나다 온타리오 주 오타와 교포.
- 홍학표 : 소신덕 역 (중도합류 및 중도하차)

한식의 외가친척 이종사촌 남동생(소양대 부부 차남). 캐나다 온타리오 주 토론토 교포.
- 이주실 : 정원수 역 (중도합류 및 중도하차)

한식의 친가친척 둘째 고모. 경기도 오산 지역의 상배 9년차 과부.
- 이상은 : 진영신 역 (중도합류 및 중도하차)

원수의 첫째딸. 경기도 오산 지역에서 상경을 한 대학교 4학년.
- 장은비 : 진해순 역 (중도합류 및 중도하차)

원수의 막내딸. 경기도 오산 지역에서 상경을 한 전문대학 2학년.
- 하유미 : 정원화 역 (중도합류 및 중도하차)

한식의 막내 배다른 고모. 경기도 오산 지역의 노처녀.
- 김청 : 여국지 역 (중도합류 및 중도하차)

원화의 여고 동창. 경기도 수원 SW 록 카페 지배인.
- 윤현숙 : 윤현숙 역 (중도합류)

대학 내 보컬 그룹의 싱어 출신이었던 현재 교내 록 그룹 사운드 보컬리스트. 대학교 4학년 23세(만22세)의 발랄하고 열정적인 성격의 소유자.
- 서혜린 : 여순지 역 (중도합류 및 중도하차)

국지의 사촌 누이동생. 경기도 수원 지역에서 상경을 한 대학교 4학년 23세. 현숙의 같은 대학 동기.
- 최은숙 : 은유연 역 (중도합류 및 중도하차)

국지의 숙모. 순지의 어머니.

## 결방
- 1996년 12월 30일 : 송년특선영화 <프레데터> 편성으로 인해 결방[1]
- 1996년 12월 31일 : 9시 25분부터 송년특선영화 <폴리스 스토리 3: 초급경찰> 편성으로 인해 결방[2]

## 참고 사항
- 시청자들 사이에서 옥소리의 연기에 대한 부정적인 평가가 많았다.[3] 이에 제작진은 옥소리가 극 중반으로 갈수록 비중이 커질 예정이었던 오영채 역을 제대로 소화하기에는 역부족이라 판단하였고, 옥소리는 9회에 교통사고로 죽는 것으로 처리되면서 드라마에서 중도 하차하였다.[4]
- 옥소리의 빈 자리는 김지숙이 채웠다. 김지숙의 10여 년 만의 드라마 출연이었다.[5]
- 원래 예정되었던 줄거리는 '영채(옥소리)를 선택한 강재(조민기)의 배신으로 은혜(황수정)가 자살한다'는 내용[6]이었으나, 옥소리가 하차하면서 줄거리가 전면수정되었고, 강재는 출세욕과 바람둥이 기질이 뭉쳐진 악역[7]에서 은혜만을 사랑하는 인물로 성격이 바뀌었다.
- 무리한 내용 전개, 선정적 묘사 등의 이유[8]로 시청자들로부터 비난을 받았다.
- 사생아인 남자 주인공과 계모의 딸이 연인이 된다는 비정상적인 인간 관계를 내보내어 비판을 받았다.[9]
- 11%대의 저조한 시청률을 기록하였고[10], 결국 애초 기획된 50부작에서 10편 축소된 40회 만에 조기종영되는 수모를 당했다.